# لوسیانو سیکوئرا دی اولیویرا
لوسیانو سیکوئرا دی اولیویرا (به پرتغالی: Luciano Siqueira de Oliveira) هافبک اهل برزیل است که در شهر ریودو ژانیرو و در تاریخ ۳ دسامبر ۱۹۷۵ به دنیا آمده‌است.
لوسیانو سیکوئرا دی اولیویرا در تیم‌های فوتبال پالمیراس سابقهٔ حضور دارد.